# Eichhorn (Gemeinde Zistersdorf)
Eichhorn ist eine Ortschaft und eine Katastralgemeinde der Stadtgemeinde Zistersdorf im Bezirk Gänserndorf in Niederösterreich. Die Ortschaft hat 293 Einwohner (Stand 1. Jänner 2024). Bis Ende 1970 war Eichhorn eine eigenständige Gemeinde.

## Geografie
Das Dorf liegt an der Landesstraße L16 und wird östlich von Eichhorner Bach umflossen.

## Geschichte
Franz Xaver Schweickhardt beschrieb die Bewohner als gut bestiftet. Sie betrieben hauptsächlich Wein- und Ackerbau, vorzugsweise mit Weizen und Roggen, jedoch auch Obstbau und Viehzucht. In den Kriegswirren der Jahre 1805, 1809 und 1812 wurde der Ort jeweils etwa zur Hälfte eingeäschert. Laut Adressbuch von Österreich waren im Jahr 1938 in der Ortsgemeinde Eichhorn ein Bäcker, ein Binder, ein Fleischer, zwei Gastwirte, eine Gemischtwarenhändlerin, ein Schmied, ein Schuster, ein Trafikant, ein Weinhändler und einige Landwirte ansässig. Am Eichhorner Bach ist eine Mühle verzeichnet.
Zum 1. Jänner 1971 wurde mit der Niederösterreichischen Kommunalstrukturverbesserung die Gemeinde Eichhorn nach Zistersdorf eingemeindet.